# Wolfgang Reich
Wolfgang Reich (ur. 2 sierpnia 1979) – niemiecki szpadzista, srebrny medalista mistrzostw świata.
Podczas mistrzostw świata w Hawanie w 2003 roku Niemcy w składzie: Jörg Fiedler, Norman Ackermann, Christoph Kneip i Wolfgang Reich zdobyli srebrny medal w zawodach drużynowych. Był to jedyny medal wywalczony przez Reicha w zawodach tego cyklu.
Nigdy nie wziął udziału w igrzyskach olimpijskich.